# Alberto Hevia
Alberto Hevia Muñíz nació en Pola de Siero (Asturias), el 14 de julio de 1974, es un piloto de rally español, bicampeón de España de rally 2004 y 2010, y dos veces subcampeón, en (2005 y 2007; además de Campeón de Asturias de Rally en 2002 y 2012. 
En 2013 anunció su intención de retirarse del automovilismo y centrarse en un negocio personal.

## Trayectoria

### Circuitos y Montaña

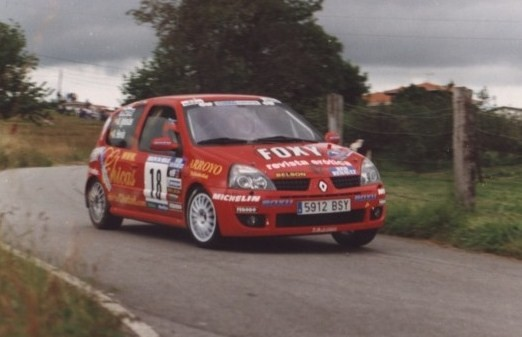
Alberto Hevia en el Rally de Avilés 2002.

Berti Hevia inició su carrera deportiva en el karting y los circuitos. Con 17 años se proclamó campeón de Asturias de karting en la categoría de 100 cc. Luego daría el salto a los circuitos presentándose en 1992 a la Ofensiva Uno. En 1994 sería campeón júnior de la Fórmula Fiat, siendo tercero absoluto en el campeonato. En 1995 participaría en el Trofeo Citroën de Montaña, a bordo de un Citroën AX Grupo A, siendo el ganador final. Al año siguiente, sería subcampeón de la Fórmula Toyota Castrol, puesto que repetiría de nuevo en 1997. Luego competiría en la copa monomarca Renault Mégane, siendo subcampeón en 1998 y vencedor en 1999.

### Comienzos en los rallyes
Alberto debutaría en rallyes ya en 1996, disputando el Rally Príncipe de Asturias. No sería hasta el año 2000 cuando cambiase definitivamente de disciplina, para correr la Copa Renault Clio, en la cual se alzó con el triunfo ese mismo primer año, frente a pilotos con experiencia en los rallyes como José Piñón o Miguel Martínez-Conde. La del 2001 sería una temporada grís, en la que sería sancionado en varias pruebas, quedando 4.º final de la Copa. Repetiría la victoria final en la monomarca en 2002, a la vez que se proclamaba como subcampeón de España de Grupo N, y Campeón de Asturias de Rallyes.

### Salto de calidad

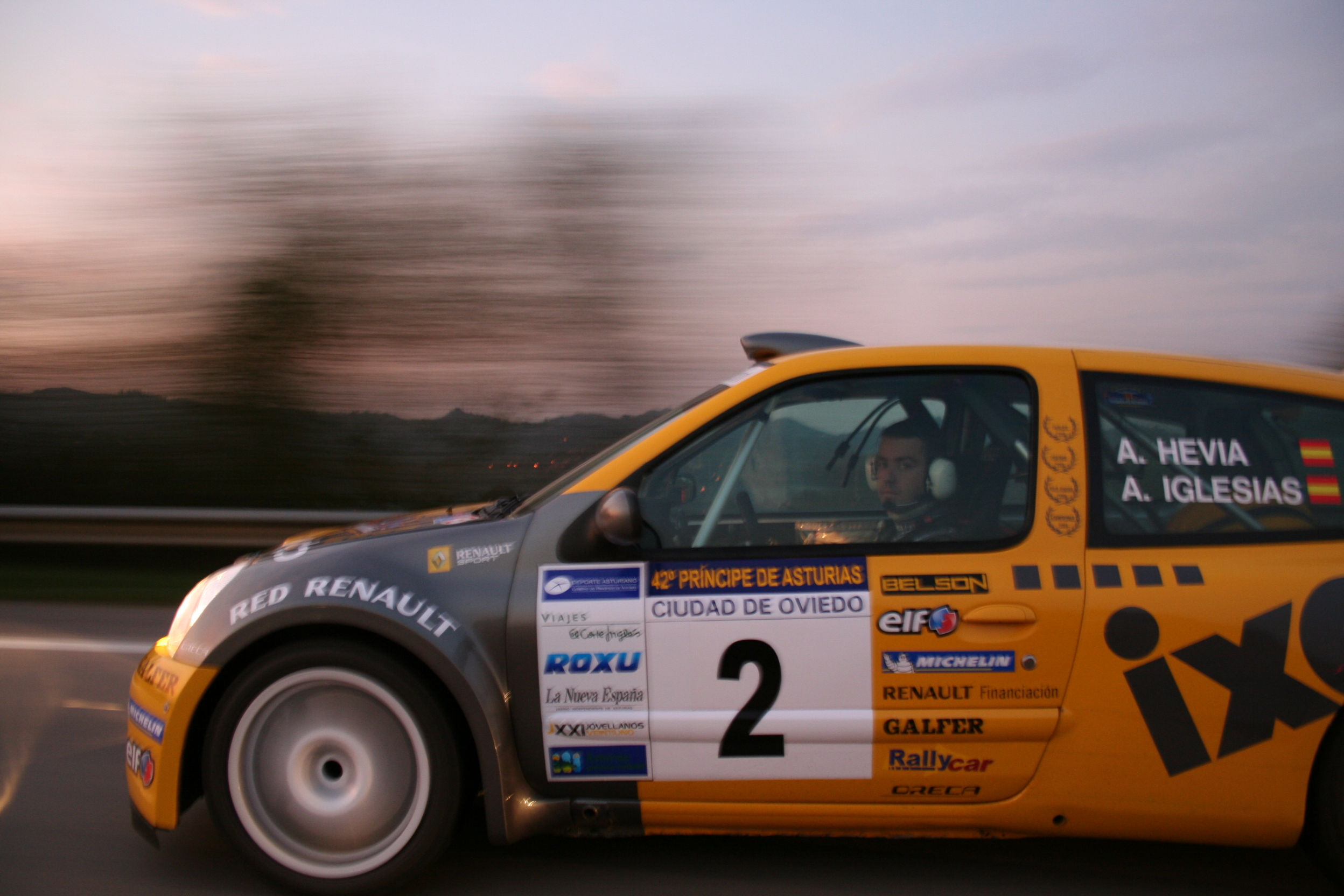
Alberto Hevia en su participación en el año 2005 en el Rally Príncipe de Asturias.

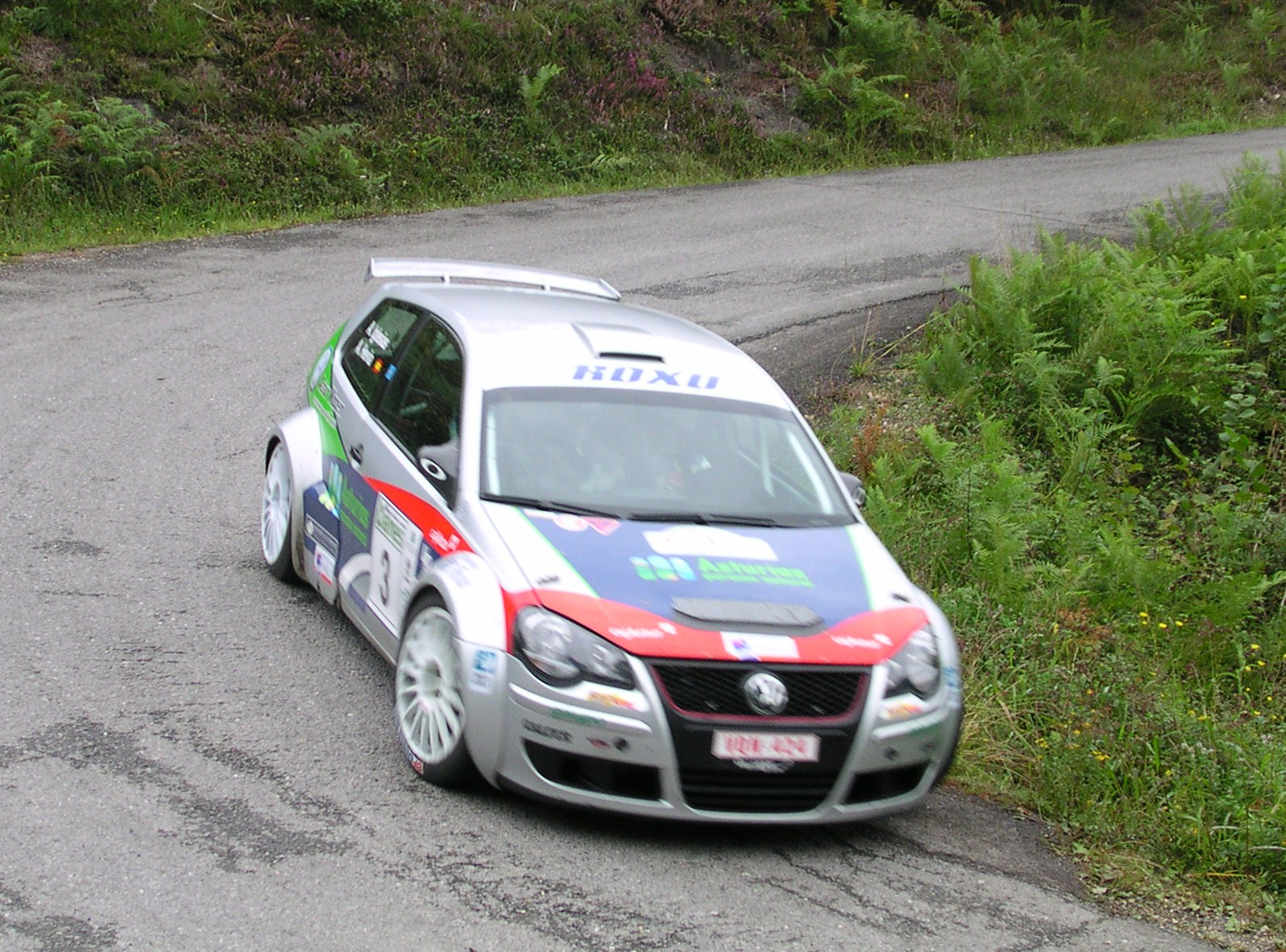
Alberto Hevia en el Rally Villa de Llanes de 2007.

En el 2003 disputó el nacional con un Renault Clio S1600, componiendo un equipo semioficial de la marca. Sus buenos resultados le llevarían a entrar a formar parte de la estructura del equipo oficial Renault, donde se alzaría con el entorchado nacional de rallyes en el año 2004, en el que sería el claro dominador del campeonato, con victorias en los rallyes de La Vila Joiosa, Ourense, Avilés y el Príncipe de Asturias.
Al año siguiente, finalizaría como subcampeón tras una férrea lucha con Daniel Sordo, quien se proclamaría campeón en una polémica edición del Príncipe de Asturias. Berti ganaría los rallyes de La Vila Joiosa, Ourense y Avilés.
En 2006, Berti competiría a bordo de un Peugeot 206 S1600 del equipo oficial Peugeot España, finalizando con una mala temporada por la falta de competitividad de su coche, a lo que se unieron múltiples abandonos por averías o salidas de carretera, y la falta de compromiso de su equipo. Sus mejores resultados serían dos segundos puestos en el Rally Cantabria Infinita y en el Rally Costa Brava.
En 2007, quedaría subcampeón de España de nuevo con un Volkswagen Polo S2000 privado, a pesar de demostrar ser el mejor piloto del año, llegando con opciones a la última prueba (sin haber participado en todas las citas del campeonato, por falta de presupuesto). En el último tramo del año tendría que abandonar, por avería mecánica, a pocos kilómetros de la llegada, cuando ya acariciaba el título tras su dura pugna con Miguel Fuster, piloto oficial Fiat, a bordo de un Fiat Grande Punto S2000. Berti ganaría en las pruebas de Cantabria, Rías Bajas y Llanes.
En la temporada 2008, Alberto Hevia disputó de nuevo el Nacional de Rallyes de asfalto a bordo de un Mitsubishi Lancer Evo IX de grupo N, incorporándose a partir del Rally Cantabria Infinita, contando con un presupuesto muy ajustado que no le permitió participar en todas las citas programadas. Sus resultados fueron bastante buenos, logrando algunas destacadas posiciones finales en la clasificación scratch de algunas pruebas y ningún abandono. Logró múltiples victorias en la categoría de grupo N que, no obstante, no fuero suficiente para superar al lucense Pedro Burgo, quien se proclamó ganador de esta categoría. Sí que consiguió proclamarse como vencedor de la copa Mitsubishi del nacional de asfalto.
De cara a la temporada 2009, Berti barajó diferentes opciones con las que poder disputar de nuevo el título nacional de rallyes de asfalto. Finalmente, se incorporará al certamen en el Rally de Ferrol con un Škoda Fabia S2000 mantenido por la estructura asturiana B9Racing, con la que disputará 5 pruebas que le servirán de test para intentar ganar su segundo campeonato nacional de rallyes en la próxima temporada 2010. En su primera participación en Ferrol lograría la victoria, seguida de una meritoria actuación en el Rallye Príncipe de Asturias (puntuable para el IRC), donde sería sexto absoluto y tercero de entre los puntuables para el Campeonato nacional de asfalto tras un pinchazo cuando rodaba segundo y primero, respectivamente. En el Rally Villa de Llanes quedaría primero marcando cuatro scratchs. En su siguiente participación, en el Rally Costa Brava, terminaría segundo tras el piloto noruego Andreas Mikkelsen.

### Segundo título
En la temporada 2010, con el Skoda S2000 participó en el Rally La Vila Joiosa, quedando en segunda posición tras Miguel Fuster, justo después vendría el Rallye de Canarias, puntuable para el IRC en el que finalizó en sexta posición final y segundo de los españoles solo por detrás de Miguel Fuster. La siguiente prueba se trataba del Rallye de Cantabria, en el cual Alberto tuvo mala suerte y se vio obligado a abandonar debido a un problema eléctrico en su Skoda, pero tras la decepción de Cantabria, vendría su mayor éxito de la temporada hasta el momento, proclamándose vencedor de la 46.ª edición del Rally Rías Baixas demostrando un pilotaje sobrio y arriesgando en los momentos clave, y le siguieron en el pódium el gallego Alberto Meira (Mitsubishi Lancer) y Miguel Fuster (Porsche 911) que protagonizó una gran remontada. Trascurridas 4 pruebas del campeonato nacional Alberto Hevia se encuentra en la segunda posición provisional en el Campeonato de España de Rally, encabezada por Miguel Fuster.

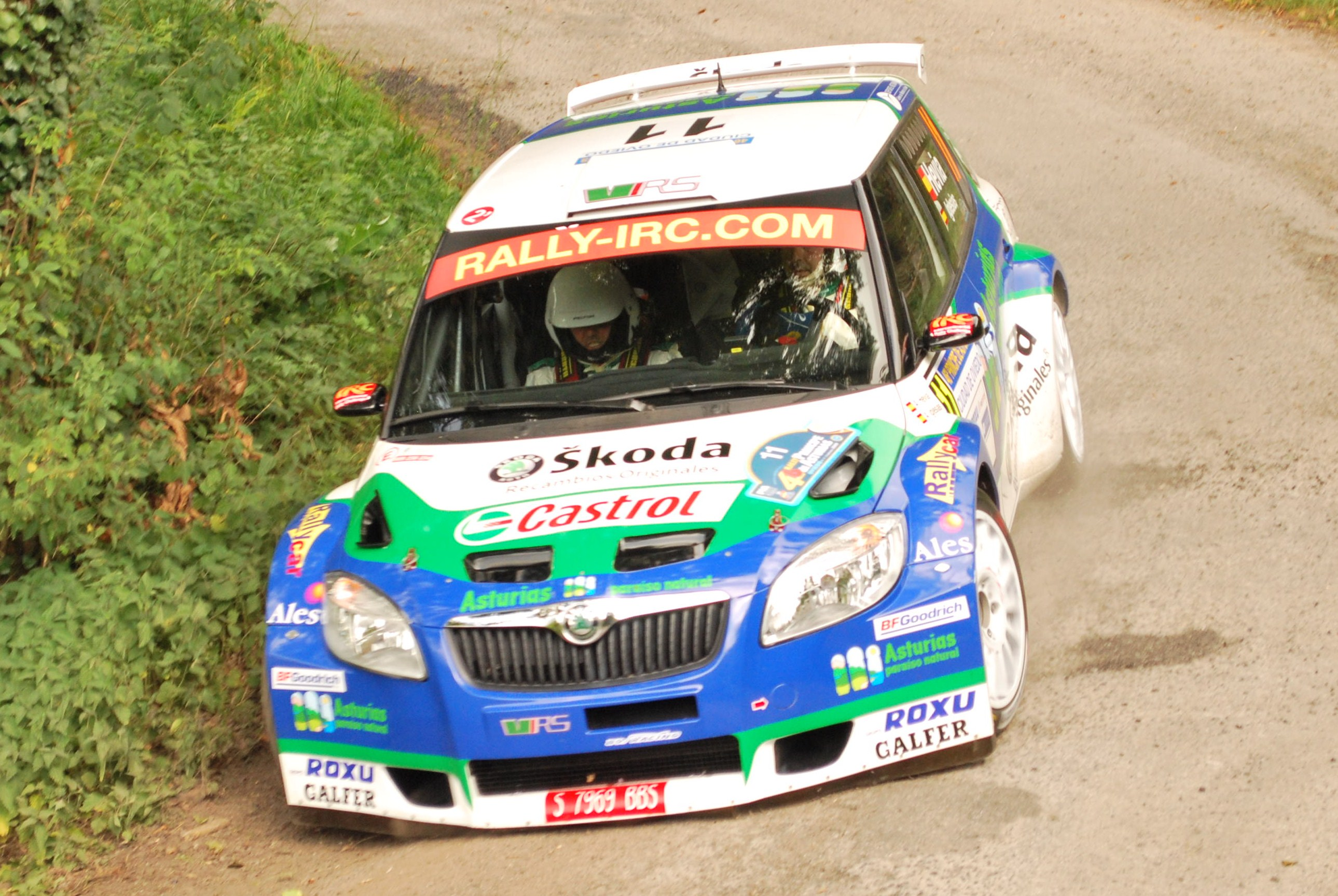
Alberto Hevia en el Rallye Príncipe de Asturias 2009.

En el Rally Sierra Morena, con el título ya en el bolsillo, tuvo un fuerte accidente con su Škoda Fabia S2000 que lo obligó a abandonar la prueba.

### Retirada
En enero de 2013 y debido a varios problemas de salud, relacionados con molestias en el cuello decidió abandonar temporalmente la competición para posteriormente anunciar su retirada de la competición. y quedó como de los mejores pilotos por los tramos gallegos

## Resultados completos

### Campeonato de España de Rally
| Año  | Equipo                      | Vehículo                 | 1       | 2       | 3       | 4       | 5       | 6       | 7     | 8       | 9       | 10     | 11    | 12    | 13  | 14     | Posición | Puntos |
| ---- | --------------------------- | ------------------------ | ------- | ------- | ------- | ------- | ------- | ------- | ----- | ------- | ------- | ------ | ----- | ----- | --- | ------ | -------- | ------ |
| 2000 | A.C. Principado de Asturias | Renault Clio Sport       | CAT     | ECI     | CAJ     | MED ?   | VLL 11  | OUR 37  | AVI 8 | RBX     | COR Ret | PRI 9  | VEN   | SAL 8 | TEN | MAD 24 |          |        |
| 2001 | A.C. Principado de Asturias | Renault Clio Sport       | MED     | ECI     | SAL 13  | COR 11  | VLL Ret | OUR Ret | AVI 7 | RBX     | PRI 8   | VEN    | CAJ   | MAD   |     |        |          |        |
| 2002 | A.C. Principado de Asturias | Renault Clio Sport       | ECI     | CAJ Ret | VLL 7   | OUR 10  | AVI 8   | RBX 12  | VCN   | MED 9   | CDS 10  | MAD 15 |       |       |     |        | 6.º      | 96     |
| 2003 | A.C. Principado de Asturias | Renault Clio S1600       | MED 6   | CNR     |         |         |         |         |       |         |         |        |       |       |     |        | 6.º      | 33     |
| 2003 | Renault Sport España        | Renault Clio S1600       |         |         | CAN 5   | RBX Ret | ORN 9   | AVI Ret | PRA 3 | VCN Ret | CDS 3   |        |       |       |     |        | 6.º      | 33     |
| 2004 | Renault Sport España        | Renault Clio S1600       | VLJ 1   | CNR Ret | CAN 4   | RBX 4   | ORN 1   | AVI 1   | PRA 1 | VLL 2   | CDS 12  | MAD 6  |       |       |     |        | 1º       | 88     |
| 2005 | Renault Sport España        | Renault Clio S1600       | VLJ 1   | CNR 5   | CAN 2   | RBX 4   | ORN 1   | AVI 1   | FRR 6 | VLL 3   | PRA 2   |        |       |       |     |        | 2º       | 98     |
| 2006 | Peugeot Sport España        | Peugeot 206 S1600        | VLJ 6   | CNR Ret | CAN 2   | RBX Ret | ORN     | AVI     | PRA 3 | FRR 6   | VLL 3   | CBR 2  |       |       |     |        | 4.º      | 54     |
| 2007 | Alberto Hevia               | Volkswagen Polo S2000    | VLJ 2   | CNR     | CAN 1   | RBX 1   | ORN     | FRR Ret | PRA 2 | VLL 1   | CBR Ret |        |       |       |     |        | 2º       | 69     |
| 2008 | B9 Racing                   | Mitsubishi Lancer Evo IX | VIL     | CNR     | CAN 4   | RBX 7   | OUR 6   | FRR 3   | PRI 4 | VLL 4   | SRM     | CBR    | SHA   |       |     |        | 5.º      | 47     |
| 2009 | Escudería Ferrol            | Škoda Fabia S2000        | VIL     | CNR     | CAN     | RBX     | OUR     | FRR 1   |       |         |         |        |       |       |     |        | 4.º      | 170,5  |
| 2009 | A.C. Principado de Asturias | Škoda Fabia S2000        |         |         |         |         |         |         | PRI 6 | VLL 1   | SRM     | CBR 2  | SHA 4 |       |     |        | 4.º      | 170,5  |
| 2010 | Škoda                       | Škoda Fabia S2000        | VLJ 2   | CNR 2   | CAN Ret | RBX 1   | ORN 3   | FRR 1   | PRA 1 | VLL 1   | SRM Ret | RCM 2  |       |       |     |        | 1º       | 262,5  |
| 2011 | Varios                      | Škoda Fabia S2000        | VIL     | CNR 6   | CAN Ret | RBX Ret | ORN Ret | FRR 3   | PRA 2 | VLL 1   | SRM Ret | RCM    |       |       |     |        | 6.º      | 165,5  |
| 2012 | AMP Classic Team            | Škoda Fabia S2000        | CNR Ret | CAN 1   | RBX 2   | ORN 4   | FRR 1   | PRA 1   | VLL 3 | SRM Ret | RCM DNS |        |       |       |     |        | 3.º      | 204,5  |
| 2013 | Suzuki Motor Ibérica        | Suzuki Swift Sport       | CNR     | CAN     | RIA     | ORE     | FER     | PRI 18  | LLA   | SMO     | MAD     |        |       |       |     |        | 58.º     | 3      |
| 2015 | Suzuki Motor Ibérica        | Suzuki Swift S1600       | VDA     | CNR     | SMO 8   | RBX 7   | OUR 5   | FER     | PDA   | LLA     | MAD     |        |       |       |     |        | 14.º     | 59     |

## Apoyo al asturiano
En el año 2008 se adhirió a la campaña Doi la cara pola oficialidá, en favor del reconocimiento del asturiano como cooficial de Asturias.